# Ostzonenmeisterschaft 1949
L'edizione 1948-1949 della Ostzonenmeisterschaft vide la vittoria finale dello ZSG Union Halle.

## Partecipanti
| Squadra                   | qualificata dai campionati regionali 1948-49 |
| SG Dresden-Friedrichstadt | Campione della Sachsens                      |
| SG Einheit Meerane        | Vicecampione della Sachsens                  |
| Fortuna Erfurt            | Campione della Thüringens                    |
| SG Altenburg-Nord         | Vicecampione della Thüringens                |
| ZSG Union Halle           | Campione della Sachsen-Anhalts               |
| Eintracht Stendal         | Vicecampione della Sachsen-Anhalts           |
| SG Babelsberg             | Campione del Brandenburgs                    |
| Franz-Mehring Marga       | Vicecampione del Brandenburgs                |
| SG Wismar-Süd             | Campione del Mecklenburg-Vorpommerns         |
| SG Schwerin               | Vicecampione del Mecklenburg-Vorpommerns     |

## Fase finale

### Turno di qualificazione
| Franz-Mehring Marga | 2 – 0 | SG Schwerin |

| SG Altenburg-Nord | 3 – 4 | Eintracht Stendal |

### Quarti di finale
| SG Meerane | 3 – 2 | SG Babelsberg |

| Eintracht Stendal | 4 – 0 | Franz-Mehring Marga |

| Fortuna Erfurt | 10 – 0 | SG Wismar-Süd |

| ZSG Union Halle | 2 – 1 | SG Dresden-Friedrichstadt |

### Semifinali
| ZSG Union Halle | 3 – 0 | Eintracht Stendal |

| Fortuna Erfurt | 4 – 3 dts | SG Meerane |

### Finale
| ZSG Union Halle | 4 – 1 | Fortuna Erfurt |

## Verdetti
- ZSG Union Halle campione della Ostzonenmeisterschaft 1949.